# Carl Clobes

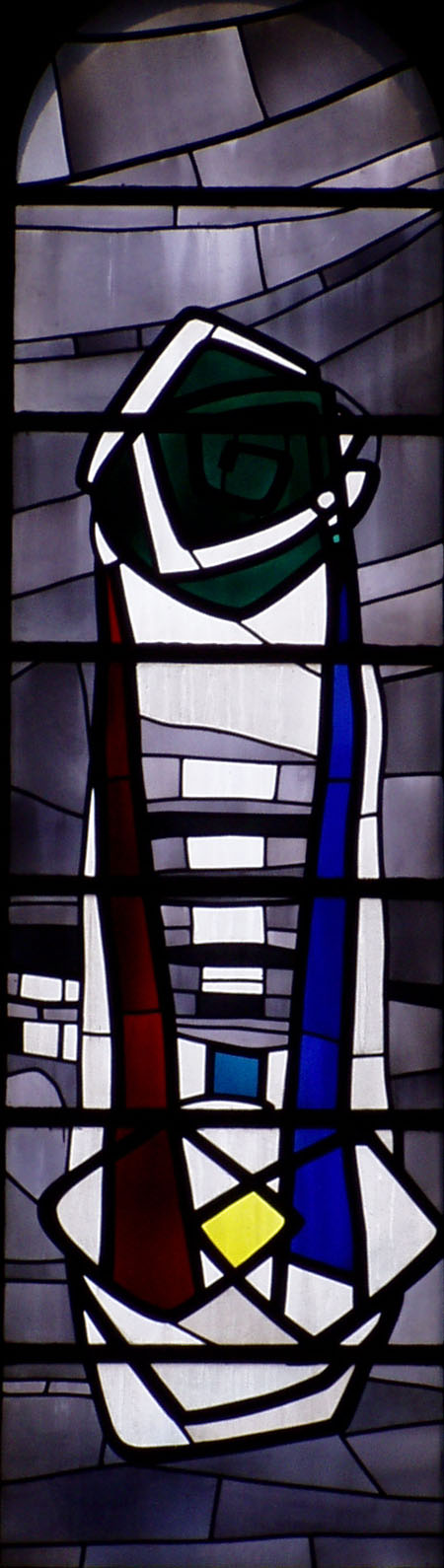
Ehe, Glasfenster der Pfarrkirche Heiligkreuz, Würzburg

Carl Clobes (* 27. Juli 1912 in Kassel; † 15. Januar 1996 in Tückelhausen) war ein deutscher Maler. Er schuf Wandmalereien, Bilder in öffentlichen und sakralen Räumen, Glasfenster und Mosaiken.

## Leben
Carl Clobes wurde bereits im achten Lebensjahr durch die Stadt Kassel in einem Zeichen- und Malkurs für künstlerisch begabte Kinder gefördert. Von 1926 bis 1929 erlernte er das Malerhandwerk und besuchte zeitgleich die Kunstgewerbeschule in Kassel. Ab 1930 studierte Clobes an der Berliner Akademie (Vereinigte Staatsschulen für freie und angewandte Kunst, Berlin-Charlottenburg, Klasse Professor Ferdinand Spiegel). 1934/35 reiste er mit seinem Bruder in einem selbstgebauten Segelboot über Dänemark nach Frankreich und Italien bis Nordafrika. Zurück an der Preußischen Akademie der Künste am Pariser Platz wurde er Meisterschüler. Es entstanden zahlreiche Freundschaften unter anderem mit Hubert Berke, Arnold und Paul Bode, Emy Roeder und Gustav Seitz.
Von 1940 bis 1941 war Karl Clobes Stipendiat der Villa Massimo der Deutschen Akademie in Rom.
1941 heiratete er die Kunstmalerin Elisabeth Freitag. Aus der Ehe gingen vier Kinder hervor. Clobes war von 1943 bis 1946 Soldat der Wehrmacht und geriet in Kriegsgefangenschaft. In Berlin ausgebombt, zog die Familie 1947 nach Tückelhausen in Unterfranken.
Im Rahmen des Wiederaufbaus der Diözese Würzburg gestaltete er in den neu erbauten Kirchen sowie bei den Kirchenrenovierungen Wände und Decken mit Freskomalerei, auch durch Mosaiken, Glasfenster und freistehende Altarbilder. Die Aufträge zur künstlerischen Gestaltung von sakralen und öffentlichen Gebäuden lagen schwerpunktmäßig im unterfränkischen Raum (Würzburg, Dettelbach, Riedenheim, Marktbreit, Obersinn, Rottenbauer und anderen), aber auch in München, Schweinfurt, Münster, Marl, Borken oder Berlin. Noch 1990 erneuerte er den Mittelteil eines Flügelaltares aus dem 14. Jahrhundert in der Klosterkirche Nikolausberg in Göttingen.
Clobes unternahm Studienreisen durch ganz Europa, über Irland bis in den sizilianischen Süden und die westlichen europäischen Atlantikküsten, bereiste wiederholt den Athos, Griechenland und die östlichen Mittelmeerinseln wie Patmos und immer wieder den Vorderen Orient von Ägypten, Israel bis Kleinasien.

## Ausstellungen
- 1936 bis 1939 Ausstellungen in Berlin (Preußische Akademie, Kronprinzenpalais, Galerie von der Heyde, Galerie Buchholz)
- 1948 Ausstellungen in Bielefeld (Galerie Fischer) und Kassel (Galerie Lomesch)
- 1949 Große Kunstausstellung im Haus der Kunst, München, und in der Galerie für christliche Kunst, München.
- 1953 und ’57 Ausstellungen in Würzburg (Otto-Richter-Halle)
- 1962 Ausstellung in Schweinfurt zusammen mit Bildhauer Gustav Seitz (Leiter der Bildhauerklasse an der Hochschule für Bildende Kunst in Hamburg); Ausstellung Otto-Richter-Halle Würzburg
- 1972 Ausstellung in der Städtischen Galerie Würzburg zusammen mit der Kunstmalerin Elisabeth Freitag und dem Bildhauer Julius Bausenwein
- 1982 Ausstellung in der Städtischen Galerie Würzburg
- 1992 Ausstellung im Marmelsteiner Kabinett in Würzburg
- 1997 „Die Unruhe der Wahrheit“: Ausstellung Nikolausberg, Göttingen

## Ehrungen
- Villa-Massimo-Preis (1941)
- Villa-Romana-Preis (1942)
- Bundesverdienstkreuz am Bande (5. Juli 1979)[2]

## Werke
- Fresken in Maria Hilf (Schweinfurt), Burkardushaus (Würzburg), Marienkapelle (Wü-Heidingsfeld) und St. Thekla (Ochsenfurt), Jesserndorf
- Großflächige Stadtansichten von Würzburg und Ochsenfurt für das jeweilige Rathaus
- Große Tafelbilder für Kindergarten (Hagen / T.W., Osnabrück) und Altenheime (Würzburg, Belm bei Osnabrück)
- Zahlreiche Kreuzwege im Würzburger Raum, in Ochsenfurt, München, Obernbreit, Regensburg, Münster, Borken
- Glasfenster u. a. in Königstein, Obersinn, Preunschen, Ochsenfurt, Bad Neustadt, Waldsassen und Berlin (Hedwigskathedrale)
- Mosaiken im Ursulinenkloster und Dom (Würzburg)